# Det finns en tråd så stark, så fin
Det finns en tråd så stark, så fin är en psalmtext för söndagsskolan som är skriven av okänd författare. Musiken är skriven av Valfrid Wikholm. 

## Publicerad i
- Svensk söndagsskolsångbok 1929 som nummer 241 under rubriken "XX Mors dag"